# Els Plans
Els Plans é uma localidade de Andorra, situada na paróquia de Canillo. Situada no vale de Ransol, sua população em 2024 foi estimada em 91 habitantes.